# Pokémon: Lucario y el misterio de Mew
Pocket Monsters Advanced Generation Mew to Hadō no Yuusha Lucario (劇場版ポケットモンスター アドバンスジェネレーション ミュウと波導の勇者　ルカリオ Gekijōban Poketto Monsutā Adobansu Jenerēshon Myū to Hadō no Yūsha Rukario?, Pocket Monsters Generación Avanzada la Película: Mew y el Héroe del Aura: Lucario), conocida en Estados Unidos como Pokémon: Lucario and the Mystery of Mew es la octava película de la serie de anime Pokémon. Fue estrenada en los cines japoneses el 17 de julio del 2005. En Estados Unidos, fue estrenada el 19 de septiembre de 2006 en la convención nacional de cómics (Comic-Con) de San Diego (California).
En Latinoamérica, fue estrenada previamente en México, el 4 de febrero de 2008 a través de la señal de Cartoon Network y en la señal genérica del canal para el resto de los países de Latinoamérica, fue estrenada el 8 de febrero de 2008. En España se estrenó por Jetix el 16 de junio de 2007. En Chile fue estrenada por el canal de cable ETC TV el 7 de agosto de 2010.

## Sinopsis
Ash llega al Palacio Cameron donde se celebra un festival en honor a Sir Aaron (Aaron Sama Japanese Version), un antiguo héroe quien evitó una guerra que estuvo por comenzar fuera del Árbol de los Comienzos. En el festival, Ash compite en un torneo en el Palacio Cameron y gana, llegando a ser el "Guardián del Aura" ("Hadou" versión japonesa) de ese año. Como parte de la celebración, a Ash se le conceden las cosas de Sir Aaron, las cuales contiene además a su Pokémon compañero, Lucario, al cual Sir Aaron había sellado antes de detener la guerra.
Sin embargo, Pikachu (y Meowth) es llevado por Mew al "Árbol de los Comienzos" o del "Génesis" cuando una aventurera llamada Kidd intenta poner una pista en el legendario Pokémon usando sus Weavile. Durante la fiesta el báculo de Sir Aaron comienza a brillar y de él sale Lucario que cree que todavía el reino está en guerra pero la reina le hace entrar en razón de lo que pasó, Lucario le dijo a Ash que lo confundió con Sir Aaron porque tienen la misma aura. Mew nunca devuelve lo que se lleva así que Ash debe ir a buscarlo, el equipo Rocket obviamente les sigue para robar a los Pokémon. Naturalmente Ash, con la ayuda de Lucario y su poder de percibir el aura, sigue a Mew al Árbol de los Comienzos para rescatar a Pikachu. Pero hay un problema. Luego de haber sido sellado, Lucario ha perdido completamente su confianza por los humanos y cree que Sir Aaron abandonó el reino y no es un héroe, y esto también lo creen los otros por una flor del tiempo. Luego que Ash se gana la confianza de Lucario entran al árbol pero son atacados por Regirock, Regice y Registeel, los guardianes del árbol que ven en ellos potenciales amenazas.
Entran al árbol y son atacados por el sistema de defensa del árbol, un mecanismo hecho de un tipo de células blancas, debido a Kidd. Estas células son capaces de transformarlos en fósiles Pokémon como Aerodactyl y luego absorben la amenaza. Cuando Ash y su grupo son absorbidos al árbol (pero antes sueltan a sus Pokémon para que no mueran como ellos excepto Jessie), Mew les salva al razonar con el sistema de defensa del árbol, pero se debilita increíblemente en el proceso. Para salvar a Mew y al árbol, Lucario y Ash combinan su Aura para revertir la autodestrucción del árbol.
Lucario empuja a Ash antes de completar el proceso y así Ash no acabe renunciando a su alma para la obtención del Aura. Después, una "flor del tiempo" muestra un recuerdo de Aaron sacrificándose para detener la guerra. Antes que Aaron muriera (en el recuerdo), dice como Lucario fue su amigo más cercano y que le extrañará, y luego muere, dejando en claro que la razón por la que Aaron selló a Lucario fue para asegurarse que no muera con él. Lamentablemente, esto significa que Lucario muere y se va con Aaron a otro plano de la existencia, sus últimas palabras son "Tu también eres mi mejor amigo". El dramático final concluye la historia con todos los personajes aprendiendo importantes lecciones de confianza, sacrificio y amor.
Aunque (de acuerdo a la película) Lucario se sacrifica para salvar al Árbol de los Comienzos, sí él realmente murió se desconoce, debido a que al final de los créditos, él y Sir Aaron aparecen juntos comiendo una barra de chocolate. Sin embargo, esto podría estar explicado como que están disfrutando de su otra vida, o que no murieron en realidad.

## Personajes
Ash (サトシ Satoshi?)
 Seiyū: Rika Matsumoto
May/Aura (ハルカ Haruka?)
 Seiyū: KAORI
Brock (タケシ Takeshi?)
 Seiyū: Yūji Ueda
Max (マサト Masato?)
 Seiyū: Fushigi Yamada
Jessie (ムサシ Musashi?)
 Seiyū: Megumi Hayashibara
James (コジロウ Kojirō?)
 Seiyū: Shinichirō Miki
Sir Aaron (アーロン Aaron?)
 Seiyū: Kōichi Yamadera
Reina Rin (リーン Rīn?)
 Seiyū: Momoko Kikuchi
Kidd Summers (キッド・サマーズ Kidd Summers?)
 Seiyū: Becky
Banks (バンクス Banks?)
 Seiyū: Takeshi Aono
Reina Ilene (アイリーン Airīn?)
 Seiyū: Momoko Kikuchi
Jenny (ジェニー Jenny?)
 Seiyū: Kumiko Okae
Butler (バトラー	 Butler?) (Créditos)
Diane (ダイアン Diane?) (Créditos)

## Reparto
| Personaje      | Actor de Voz (Japón) | Actor de Voz (España)   | Actor de Voz (Hispanoamérica) |
| -------------- | -------------------- | ----------------------- | ----------------------------- |
| Ash            | Rika Matsumoto       | Adolfo Moreno           | Gabriel Ramos                 |
| May/Aura       | Midori Kawana        | Cristina Yuste          | Mariana Ortiz                 |
| Max            | Fushigi Yamada       | Beatriz Berciano        | Diego Armando Ángeles         |
| Brock          | Yūji Ueda            | Javier Balas            | Gabriel Gama                  |
| Pikachu        | Ikue Ōtani           | Ikue Ōtani              | Ikue Ōtani                    |
| Lucario        | Daisuke Namikawa     | Iñaki Crespo            | Roberto Mendiola              |
| James          | Shinichirō Miki      | Iván Jara               | José Antonio Macías           |
| Jessie         | Megumi Hayashibara   | Amparo Valencia         | Diana Pérez                   |
| Meowth         | Inuko Inuyama        | José Escobosa           | Gerardo Vázquez               |
| Mew            | Satomi Kōrogi        | Satomi Kōrogi           | Satomi Kōrogi                 |
| Kidd Summers   | Becky                | Olga Velasco            | Nallely Solis                 |
| Teniente Banks | Takeshi Aono         | Fernando Hernández      | César Arias                   |
| Sir Aaron      | Kōichi Yamadera      | Lorenzo Beteta          | José Luis Reza                |
| Rin            | Momoko Kikuchi       | María Antonia Rodríguez | Liliana Barba                 |
| Ilene          | Momoko Kikuchi       | María Antonia Rodríguez | Cristina Hernández            |
| Narrador       | Unshou Ishizuka      | Eduardo del Hoyo        | Gerardo Vázquez               |

## Curiosidades
- El disfraz de Ash al principio de la película es idéntico al de Sir Aaron, hasta él lo mencionó.
- Durante la película Mew cambia varias veces de apariencia pero en la 1ª Película no cambian ni el ni Mewtwo, posiblemente este es otro Mew. Pero tal vez no se transformó porque acababa de despertar de al parecer un largo sueño y aún no había visto a muchos pokémon en que transformarse y para transformarse se debe ver al pokémon para cambiar la estructura en una idéntica.
- En la versión mexicana cuando Brock reconoce a Kidd, además de alocarse como de costumbre, indica que rompió muchos récords, diciendo que buceó más que Cousteau, pisó la luna antes que Armstrong, mejor corredora que Guevara (corredora mexicana), mejor cocinera que Chepina (en alusión a la gastrónoma mexicana Chepina Peralta ) y mejor cantante con mariachi.
- Cuando Max le dio chocolate a Lucario le gustó, en los créditos se puede ver que Sir Aaron le da chocolate a Lucario.
- Igual en los créditos, se ve que Kidd está con los personajes de Jirachi and the Wish Maker.
- Al inicio de la película podemos ver al pokémon legendario Ho-oh, quien misteriosamente ingresa al  "Árbol del Comienzo" luego si observamos cuidadosamente se trata de Mew transformado en Ho-oh.
- Muchos fanes han supuesto que el Lucario que aparece en Super Smash Bros. Brawl es el mismo de la película, al tener la habilidad de "hablar".
- Es la segunda vez que un Pokémon muere, la primera fue en Pokémon Heroes: Latios and Latias.

## Recepción
Lucario and the Mystery of Mew recibió críticas generalmente positivas por parte de la audiencia y los fanes. En el sitio web Rotten Tomatoes la audiencia le dio una aprobación de 80%, basada en más de 6000 votos, con una calificación promedio de 3.9/5. En la página web IMDb tiene una calificación de 7.1 basada en más de 2000 votos. En la página Anime News Network posee una puntuación aproximada de 7 (bueno), basada en más de 300 votos, mientras que en MyAnimeList tiene una calificación de 7.4, basada en más de 29 000 votos.